# Patrician III
Patrician III - Impero dei mari (Patrician III) è un videogioco gestionale di Ascaron e distribuito da FX Interactive, di strategia commerciale, politica e militare della serie Patrician, iniziata nel 1992 e che ha venduto oltre un milione di copie diventando uno tra i più venduti del genere strategico-amministrativo. Mentre in Italia e Spagna è noto come gioco indipendente, in Germania è considerato l'espansione di Patrician II, uscita in patria nel 2001 e nota come Patrizier 2: Aufschwung der Hanse (Patrician III: Rise of the Hanse nei paesi anglosassoni).

## Ambientazione
Il gioco è ambientato nel XIV secolo nelle città della Lega anseatica, del Mar Baltico e del Mare del Nord. Pur partendo tutti da un ruolo base di modesto commerciante, nel gioco si possono vestire i panni di un mercante medievale, di un amministratore politico o di un pirata. A seconda del personaggio che si interpreta si può commerciare, gestire la popolazione e la città oppure assaltare navi.

## Modalità di gioco

### Le città
Il gioco si basa sul commercio nelle città di Lubeck, Rostock, Stettino, Danzica, Thorn, Bergen, Oslo, Malmö, Colonia, Edimburgo, Scarborough, Londra, Bruges, Groningen, Brema, Aalborg, Stoccolma, Visby, Riga, Tallinn, Ladoga, Novgorod, Ripen e Amburgo.
Le città non producono tutti i beni commerciabili, e quindi, per guadagnare più denaro possibile, è necessario vendere le merci in eccesso nelle città in cui mancano o sono molto scarse.
Nella sezione "Editor di mappe" è possibile posizionare altre città oltre a quelle presenti nella mappa standard, e stabilire anche quali merci potranno produrre in misura maggiore e minore.

### Vita, ricchezza e reputazione in città
Per aumentare la reputazione nella Lega anseatica occorre prendere a cuore il benessere della città natale, costruendo case, pozzi, strade, chiese, zecche, università od ospedali, tutti edifici che aiutino i cittadini a comprendere quanto l'amministratore tiene alla città e al loro benessere.
- case: esistono tre tipologie di case in Patrician III che corrispondono ad altrettante categorie di cittadini. Le case di legno accolgono i cittadini più umili e i lavoratori. Nelle case di pietra vive la borghesia mercantile, mentre le abitazioni più lussuose sono le case di mattoni dove risiedono gli aristocratici e i più ricchi della città. Le tre tipologie di case hanno costi differenti e rendite differenti. Bisogna fare in modo di bilanciare accuratamente la società che compone la città evitando di avere troppi mendicanti disoccupati o di porre affitti eccessivi.
- i pozzi rappresentano una prima forma di igiene sanitaria nelle città e sono necessari in numero man mano che la città cresce.
- le strade lastricate sono i principali collegamenti tra gli edifici della città ed aumentano con ingrandirsi della città.
- le chiese sono il principale edificio di culto della città e rappresentano un centro focale della vita sociale. Ogni buon cittadino deve recarsi regolarmente la preghiera chiesa per non essere tacciato di eresia. Per non incorrere in questi pericoli è possibile inoltre fare donazioni di cibo o oro per i meno fortunati della città. Un elemento particolarmente utile per mettersi in mostra ed aumentare la propria reputazione in città è promuovere l'ampliamento della chiesa locale attraverso la raccolta dei fondi necessari, anche se tale attività può risultare particolarmente onerosa (circa 35.000 oro per ogni ampliamento disponibile).
- le zecche sono il luogo dove viene fabbricato il denaro e quindi la loro costruzione all'interno di una città aumenta considerevolmente la fetta di popolazione ricca presente.
- le università sono i centri di produzione della cultura, ma ovviamente sono riservate a pochi ricchi. Una città che dispone di un'università sarà sicuramente meta ambita dei cittadini più facoltosi.
- gli ospedali sono gli edifici dove i cittadini più poveri vengono curati. La presenza di un ospedale i città migliora considerevolmente le condizioni sanitarie della città ed evita il diffondersi di pestilenze che decimano la popolazione.

Un altro modo per guadagnare l'ammirazione dei cittadini è organizzare dei banchetti sulla pubblica piazza che invitando la popolazione fanno sì che tutti ti conoscano. Tali eventi ad ogni modo richiedono molto cibo e bevande oltre ad una somma in denaro per l'organizzazione.

### Le navi
Il commercio nei mari si svolge con navi di differenti caratteristiche (capacità di carico, velocità, manovrabilità) e precisamente: la goletta, la caravella, il vascello e la più grande di tutti, il galeone. Ovviamente più la nave è grande, più merce trasporta, più ne risente la velocità e la manovrabilità, fattori essenziali nelle battaglie navali.
Ogni nave, sia essa destinata ad uso commerciale o militare, parte da un modello base nella sua categoria che può essere potenziato sino a tre livelli che ne aumentano la capacità di armamento ma anche e soprattutto quella di carico.
Alcune città si trovano in insenature particolari o lungo il corso di fiumi e non è possibile giungervi con navi di grossa taglia, ovvero il vascello ed il galeone.
Per questioni di sicurezza e per aumentare la propria capacità di carico è possibile realizzare dei convogli di più navi (anche di tipologie diverse).

#### Armare le navi
Durante le rotte commerciali può accadere di essere attaccati dai pirati, che proveranno a saccheggiare, distruggere oppure catturare le navi. Dunque è opportuno avere una nave adibita alla protezione del convoglio. Allo stesso tempo è possibile diventare pirati, lanciandosi alla rincorsa di ignari mercanti e potenti convogli. In ognuno di questi due casi, sarà necessario armare le proprie navi. Ovviamente più una nave viene armata e più sarà sicura nei suoi viaggi, ma nel contempo avrà un peso maggiore a bordo, a scapito dello spazio per il carico. Le navi sono equipaggi abili in ordine di efficacia con: catapulte, balestre, mortai o cannoni. Indipendentemente dall'armamento poi sono disponibili pugnali per la ciurma.
Le navi più piccole spesso non sono predisposte dal cantiere con uno spazio per accogliervi l'armamento necessario, ma tali vani possono essere ricavati col potenziamento della nave.

#### Le battaglie
Sia che si ricopra il ruolo dell'onesto mercante sia che si intenda intraprendere la carriera di temibile pirata non sarà raro imbattersi in uno scontro armato in alto mare.
Nella maggior parte dei casi sul mare si può venire attaccati da altre navi a cui si potrà decidere se rispondere ingaggiando uno scontro o fuggire se i venti lo permettono.
In uno scontro i fattori principali sono:
- velocità della nave, una caratteristica essenziale data dal peso del carico della nave (merci più eventuale armamento) e dalla sua mole e/o capacità di carico. A questi fattore si assomma la presenza o meno di venti;
- qualità e quantità degli armamenti;
- qualità e umore della ciurma;
- presenza di un capitano a bordo, che, coordinando le operazioni, sia in grado di rendere più efficace lo scontro.

Durante uno scontro sarà possibile:
- attaccare la nave avversaria, sparando bordate di cannoni per distruggerla o indebolirla;
- abbordare la nave avversaria senza distruggerla, ma catturandola e impossessandosi delle eventuali merci ed armamenti che trasporta. Nella fase dell'abbordaggio risulterà fondamentale il numero dei marinai a bordo che devono essere ben armati e in numero superiore al nemico (i pirati hanno un vantaggio, dunque è necessario attaccare con un numero maggiore di marinai, tutti armati).

Le navi distrutte vanno irrimediabilmente perse mentre le navi catturate possono essere utilizzate al proprio servizio, date in gestione a un pirata perché svolga atti di pirateria oppure vendute all'asta se si è membri di una corporazione cittadina. Un uso poco ortodosso è quello di lasciarle ormeggiate in una città senza marinai per disporre di un magazzino senza alcun costo.

### Le merci
Le merci che si possono commerciare sono la birra, la canapa, la carne, le ceramiche, i cereali, il cuoio, il ferro, la lana, il legno, i mattoni, il miele, l'olio, la pece, le pelli, il pesce, il sale, le spezie, le stoffe, gli utensili e il vino.
Il prezzo di questi prodotti può variare da città a città a causa della disponibilità e/o della richiesta delle materie prime: per esempio, una città che produce utensili ha bisogno di molto ferro, in tale città quindi il prezzo del ferro sarà più alto e i commercianti avranno guadagni maggiori vendendolo lì; invece in una città che produce ferro i prezzi saranno bassi, quindi nessun commerciante venderà a tale città una merce presente in abbondanza. I prezzi sono influenzati anche dall'impossibilità di rifornirsi via terra a causa di assedi, o via mare a causa di attacchi pirati, di blocchi commerciali o del porto ghiacciato.

### Le industrie
Oltre a commerciare tra le varie città, per migliorare ed espandere la tua reputazione e accrescere le ricchezze si possono costruire delle industrie che serviranno per esportare la merce prodotta e alla città per prosperare e crescere.
Le industrie (non tutte disponibili in ogni città) sono:
- Campo di cereali
- Piantagione di canapa
- Allevamento di ovini o bovini
- Birreria
- Segheria
- Fonderia
- Capanna di Caccia
- Bottega di Ceramiche
- Casa dei Pescatori (pesce)
- Casa dei Pescatori (pesce e olio)
- Telaio
- Vigna
- Salina
- Fabbrica di Utensili
- Fabbrica di pece
- Fabbrica di mattoni

Se si costruiscono tre, sei o nove fabbriche dello stesso tipo si riceverà un bonus per quel tipo di prodotto.

### La carriera politica
Appena si inizia a giocare (si può scegliere il periodo tra l'inizio del Trecento e l'inizio del Quattrocento) si ha il rango di "mercante", ma, per arrivare ad essere sindaco della città, se non governatore della Lega anseatica bisogna passare in molti ranghi intermedi:
- Mercante: +100.000 oro e qualcuno deve aver sentito parlare del mercante (grado iniziale).
- Maestro Mercante: +150.000 oro e reputazione aumentata di poco.
- Datore di Lavoro: +200.000 oro e reputazione aumentata.
- Notabile: +300.000 oro, membro della corporazione cittadina, conosciuto dalla gente semplice in città.
- Consigliere: +500.000 oro e conosciuto da molti in città.
- Patrizio: +900.000 oro, buona reputazione e conosciuto da tutte le categorie di cittadini: ricchi, benestanti e poveri.

Raggiunto il rango di patrizio, si può essere eletti sindaci, e dopo aver dimostrato di essere abili sindaci, ci si può far eleggere governatori della Lega.

### La reputazione
Uno dei fattori che influenzano fortemente l'ascesa ai vertici della società, oltre al capitale, è la reputazione. Per accedere ai ranghi superiori bisogna acquisire buoni livelli di reputazione, inoltre per diventare sindaco bisogna avere un'ottima reputazione nella città e per poter diventare ed essere rieletto governatore bisogna averla in tutto l'Impero dei Mari.
Azioni quali rifornire la propria città dei beni di cui necessita, costruire fabbriche (cioè creare posti di lavoro), case, pozzi, strade, organizzare feste, migliorare le difese, combattere i pirati e distruggerne i covi contribuiscono a migliorare la reputazione. Trattare con i pirati, essere condannati per un crimine, chiudere aziende o fabbriche, comprare merci che già scarseggiano, aumentare le tasse, concedere prestiti con interessi altissimi, sono azioni che riducono la fama e la stima dei concittadini.

I vari livelli di reputazione si distinguono in vari modi. Comportandosi in modo pacifico porterà ai seguenti livelli:
- Inesperto
- Intraprendente
- Intenditore
- Esperto
- Egregio
- Eminente
- Illustre
- Eccezionale

Seguire la strada dei bassifondi e fare il fuorilegge porterà invece a questi livelli:
- Inesperto
- Audace
- Astuto
- Ambizioso
- Avido
- Arrogante
- Inquietante
- Implacabile

## Patrician IV
Dopo aver acquisito i diritti da Ascaron della serie Patrician, la compagnia Kalypso Media, in un comunicato apparso sul sito ufficiale della compagnia, ha annunciato di essere al lavoro per il seguito Patrician IV, in seguito pubblicato nel 2010.